# Streltsi (Kitchevo)
Streltsi (en macédonien Стрелци ; en albanais Strellca) est un village de l'ouest de la Macédoine du Nord, situé dans la municipalité de Kitchevo. Le village comptait 1421 habitants en 2002. Il est majoritairement albanais.

## Démographie
Lors du recensement de 2002, le village comptait :
- Albanais : 1 409
- Autres : 12